# 목포지방해양수산청
목포지방해양수산청(木浦地方海洋水産廳, Mokpo Regional of Oceans and Fisheries)은 대한민국 해양수산부의 소속기관이다. 2015년 1월 6일 발족하였으며, 전라남도 목포시 통일대로 130에 위치하고 있다. 청장은 서기관 또는 기술서기관으로 보한다.

## 직무
- 해상운송사업, 선박 등록 및 검사
- 선원근로감독 등 선원 관련 업무
- 항만 운영 및 연안역 관리
- 전산기기 운영·관리와 전산업무 개발
- 항만건설공사, 항만재개발 및 항만시설 유지·보수
- 어항의 건설 및 관리
- 항로표지시설 설치·유지 및 보수
- 공유수면 관리·매립 및 연안 관리
- 해양환경보전
- 어업경영체의 등록 및 관리
- 자율관리어업공동체 지도에 관한 사항

## 연혁
- 1897년 10월 1일: 목포항 개항.
- 1948년 8월 15일: 교통부 목포부두국.
- 1955년 12월 12일: 해무청 소속으로 목포지방해무청 설치. 소속기관으로 영광·진도·완도출장소 설치.
- 1961년 10월 2일: 교통부 소속 목포지방해운국으로 개편. 영광·진도·완도출장소 폐지.
- 1976년 3월 13일: 항만청 소속 목포지방항만관리청으로 개편.
- 1977년 12월 16일: 해운항만청 소속 목포지방해운항만청으로 개편.
- 1982년 1월 29일: 완도출장소 설치.
- 1996년 8월 8일: 해양수산부 소속으로 변경.
- 1997년 5월 24일: 목포지방해양수산청으로 개편.
- 1997년 5월 24일: 광주해상무선표지소 설치.
- 2003년 7월 25일: 진도항로표지종합관리소 설치.
- 2004년 2월 2일: 출장소를 해양수산사무소로 개편.
- 2004년 2월 2일: 영광·진도·해남해양수산사무소 설치.
- 2005년 5월 4일: 광주해상무선표지소 폐지.
- 2006년 3월 3일: 강진해양수산사무소 설치.
- 2008년 2월 29일: 국토해양부 소속 목포지방해양항만청으로 개편. 해양수산사무소를 해양사무소로 개편. 영광·진도·해남해양사무소 폐지.
- 2013년 3월 23일: 해양수산부 소속으로 변경. 진도항로표지종합관리소를 진도해양교통시설사무소로 개편.
- 2015년 1월 6일: 목포지방해양수산청으로 개편. 해양사무소를 해양수산사무소로 개편.
- 2015년 5월 26일: 진도해양교통시설사무소를 진도항로표지사무소로 개편.

## 관할구역
- 광주광역시
- 전라남도[1]

## 조직

### 청장
- 운영지원과[2]
- 선원해사안전과[2]
- 항만물류과[2]
- 해양수산환경과[2]
- 항만건설과[2]
- 항로표지과[2]
- 어항건설과[2]

## 소속기관

### 진도항로표지사무소
진도항로표지사무소(珍島航路標識事務所)는 항로표지 시설의 운용 및 관리를 위해 설치된 대한민국 해양수산부 목포지방해양수산청 소속기관이다. 진도항로표지사무소장은 방송통신사무관 또는 해양수산사무관으로 보한다. 전라남도 진도군 임회면 서망항길 50-17에 위치하고 있다.

#### 주요 업무
- 항로표지 및 항로표지 부속시설의 설치·관리 및 그 대행
- 항로표지용품의 수급
- 항로표지용 선박의 관리·운영
- 관할 해역의 항로표지종합정보 제공
- 항로표지의 관리 및 특수항로표지의 설치
- 항로표지의 설치·폐지 및 위치변경 등의 고시
- 항로표지 및 항로표지 부속시설에 대한 기술검토·설계 및 시공 감독
- 사설항로표지의 설치 및 현황변경 등에 관한 허가 및 신고(신규항만·항로개설·항로변경 및 특수신호표지는 제외한다)에 관한 업무
- 사설항로표지의 준공확인, 관리실태 지도점검, 위탁관리 신고 및 위탁관리업 등록에 관한 업무
- 위성항법보정정보 전파교란 위기관리 대응업무 지원

### 완도해양수산사무소
완도해양사무소(莞島海洋事務所)는 완도항의 운용·관리를 전담하기 위하여 설립된 대한민국 해양수산부 목포지방해양항만청 소속기관으로 완도해양사무소장(5급)은 행정사무관·해양수산사무관·공업사무관 또는 방송통신사무관으로 보한다. 전라남도 완도군 완도읍 가용리 3에 위치하고 있다.

#### 주요 업무
- 항만의 관리 및 운영에 관한 사항
- 선박의 입·출항 신고 및 항만시설 사용허가 (선석 및 정박지 지정에 관한 사항을 포함한다)
- 해상운송사업 및 항만운송사업에 관한 사항
- 선원수첩 및 해기사면허증 교부
- 개항질서 및 해상교통안전에 관한 사항
- 공유수면관리에 관한 사항
- 관공선의 관리·운영 및 지도
- 항만관제실의 관리 및 운영
- 입·출항 선박에 대한 항만교통정보 제공
- 완도항 인근해역의 항행정보에 관한 사항
- 통신보안에 관한 사항
- 통신시설 및 통신장비의 관리에 관한 사항

## 같이 보기
- 목포항해상교통관제센터
- 완도항해상교통관제센터